# Remich (tổng)
Remich là một tổng về phía đông của Luxembourg, ở huyện Grevenmacher. Thủ phủ là Remich.
Tổng này bao gồm 10 thị trấn: 
- Bous
- Burmerange
- Dalheim
- Lenningen
- Mondorf-les-Bains
- Remich
- Schengen
- Stadtbredimus
- Waldbredimus
- Wellenstein